# Astérix et Obélix : Paf ! Par Toutatis !
Astérix et Obélix : Paf ! Par Toutatis ! est un jeu vidéo développé par Bit Managers et édité par Infogrames, sorti en 2002 sur Game Boy Advance.
Il intègre une version améliorée du jeu de plates-formes Astérix et Obélix et un beat them all inédit inspiré d'Astérix et Cléopâtre.

## Accueil
- Jeuxvideo.com : 15/20[2]
- Joypad : 6/10[1]